# Jannie Regnerus
Jannie Regnerus (Oudebildtzijl, 9 september 1971) is een Nederlands schrijfster van reisverslagen en romans en beeldend kunstenaar. Met haar boek Het geluid van vallende sneeuw won zij in 2007 de VPRO Bob den Uyl-prijs voor het beste reisboek van het jaar, waarin zij beschrijft hoe zij een jaar doorbrengt in de Japanse stad Kitakyushu.

### Reisboeken
- De volle maan als beste vriend (2005)
- Het geluid van vallende sneeuw (2006)

### Romans
- De ent (2009)
- Het lam (2013)
- Nachtschrijver (2017)
- Het wolkenpaviljoen (2020)